# محمد شقرون مقری
محمد شقرون مقری (؟ -۱۶۷۷م) (نسب: محمد بن محمد بن شقرون، مقری تلسمانی) محدث، منطق‌دان و فقیه مالکی الجزایری در سدهٔ شانزدهم میلادی بود. در الجزیره تدریس را برعهده گرفت و همان‌جا در بیرون از باب الواد دفن شد.